# Halle Open 2001 - Qualificazioni doppio
Le qualificazioni del doppio dell'Halle Open 2001 sono state un torneo di tennis preliminare per accedere alla fase finale della manifestazione. I vincitori dell'ultimo turno sono entrati di diritto nel tabellone principale. In caso di ritiro di uno o più giocatori aventi diritto a questi sono subentrati i lucky loser, ossia i giocatori che hanno perso nell'ultimo turno ma che avevano una classifica più alta rispetto agli altri partecipanti che avevano comunque perso nel turno finale.
Le qualificazioni del doppio del torneo Halle Open 2001 prevedevano 4 coppie partecipanti di cui una è entrata nel tabellone principale.

## Teste di serie
1. Sander Groen /  Aleksandar Kitinov (Qualificati)

1. Ivo Heuberger /  Sjeng Schalken (primo turno)

## Tabellone

### Legenda
| - Q = Qualificato - WC = Wild card - LL = Lucky loser | - ALT = Alternate - SE = Special Exempt - PR = Protected Ranking | - w/o = Walkover - r = Ritirato - d = Squalificato |

|  | Primo turno | Primo turno                       | Primo turno                       | Primo turno | Primo turno |  |  | Ultimo turno | Ultimo turno                      | Ultimo turno | Ultimo turno | Ultimo turno |  |
|  |             |                                   |                                   |             |             |  |  |              |                                   |              |              |              |  |
|  | 1           | Sander Groen Aleksandar Kitinov   | Sander Groen Aleksandar Kitinov   | 7           | 6           |  |  |              |                                   |              |              |              |  |
|  |             | Alexander Schweizer Simon Stadler | Alexander Schweizer Simon Stadler | 6(1)        | 3           |  |  | 1            | Sander Groen Aleksandar Kitinov   | 2            | 6            | 7            |  |
|  |             | Mark Merklein Mitch Sprengelmeyer | 6                                 | 4           | 6           |  |  |              | Mark Merklein Mitch Sprengelmeyer | 6            | 3            | 6(0)         |  |
|  | 2           | Ivo Heuberger Sjeng Schalken      | 3                                 | 6           | 3           |  |  |              |                                   |              |              |              |  |